# Конрад Лаймер
Конрад Лаймер (нім. Konrad Laimer, нар. 27 травня 1997, Зальцбург) — австрійський футболіст, півзахисник клубу «Баварія».

## Клубна кар'єра
Народився 27 травня 1997 року в місті Зальцбург. Конрад почав займатися футболом в дитячій команді «Аберзее». У 2007 році він перейшов в юнацьку команду «Ред Булл Зальцбург».
2 травня 2014 року Лаймер дебютував у другому за рівнем дивізіоні Австрії за «Ліферінг», що є фарм-клубом зальцбуржців. Перший матч у австрійській Бундеслізі Конрад провів 28 вересня 2014 року, вийшовши на заміну замість Алана у компенсований час матчу з «Рапідом».
За підсумками сезону 2014/15 «Ред Булл» став чемпіоном Австрії і володарем національного Кубка. Конрад провів 8 ігор чемпіонату та 2 зустрічі на кубок, в тому числі півфінальний матч із «Гредігом». У наступних двох сезонах також вигравав з командою «золотий дубль», втім основним був лише в останньому сезоні.
30 червня 2017 року Лаймер за 7 мільйонів євро перейшов в інший клуб, що належить концерну Ред Булл, німецький «РБ Лейпциг». Станом на 10 березня 2020 року відіграв за клуб з Лейпцига 73 матчі в національному чемпіонаті.

## Виступи за збірні
2012 року дебютував у складі юнацької збірної Австрії, взяв участь у 43 іграх на юнацькому рівні, відзначившись одним забитим голом. Конрад у 2014 році виступав у фінальній частині юнацького (до 19 років) чемпіонату Європи в Угорщині. Півзахисник зіграв у всіх чотирьох матчах своєї команди, яка стала півфіналісткою турніру і отримала право виступити на молодіжному чемпіонаті світу.
В кінці травня 2015 роки Конрад був включений в заявку молодіжної збірної Австрії для участі у світовій першості в Новій Зеландії, де зіграв у всіх чотирьох матчах своєї збірної на турнірі. Всього на молодіжному рівні зіграв в 11 офіційних матчах.
У травні 2017 року був вперше викликаний до складу національної збірної Австрії, втім так за неї і не дебютував.
| Дата       | Місто                  | Господарі          | Результат  | Гості              | Турнір                                    | Голи | Примітки |
| ---------- | ---------------------- | ------------------ | ---------- | ------------------ | ----------------------------------------- | ---- | -------- |
| 7-6-2019   | Клагенфурт-ам-Вертерзе | Австрія            | 1 – 0      | Словенія           | Відбір до ЧЄ 2020                         | -    | 82'      |
| 10-6-2019  | Скоп'є                 | Північна Македонія | 1 – 4      | Австрія            | Відбір до ЧЄ 2020                         | -    |          |
| 6-9-2019   | Зальцбург              | Австрія            | 6 – 0      | Латвія             | Відбір до ЧЄ 2020                         | 1    |          |
| 9-9-2019   | Варшава                | Польща             | 0 – 0      | Австрія            | Відбір до ЧЄ 2020                         | -    | 46' 89'  |
| 10-10-2019 | Відень                 | Австрія            | 3 – 1      | Ізраїль            | Відбір до ЧЄ 2020                         | -    | 59'      |
| 13-10-2019 | Любляна                | Словенія           | 0 – 1      | Австрія            | Відбір до ЧЄ 2020                         | -    | 87'      |
| 16-11-2019 | Відень                 | Австрія            | 2 – 1      | Північна Македонія | Відбір до ЧЄ 2020                         | -    | 90'      |
| 2-6-2021   | Мідлсбро               | Англія             | 1 – 0      | Австрія            | товариський матч                          | -    | 52' 62'  |
| 6-6-2021   | Відень                 | Австрія            | 0 – 0      | Словаччина         | товариський матч                          | -    | 46'      |
| 13-6-2021  | Бухарест               | Австрія            | 3 – 1      | Північна Македонія | ЧЄ 2020 - груповий етап                   | -    | 90+3'    |
| 17-6-2021  | Амстердам              | Нідерланди         | 2 – 0      | Австрія            | ЧЄ 2020 - груповий етап                   | -    | 61'      |
| 21-6-2021  | Бухарест               | Україна            | 0 – 1      | Австрія            | ЧЄ 2020 - груповий етап                   | -    | 72'      |
| 26-6-2021  | Лондон                 | Італія             | 2 – 1 д.ч. | Австрія            | ЧЄ 2020 - 1/8 фіналу                      | -    | 114'     |
| 1-9-2021   | Кишинів                | Молдова            | 0 – 2      | Австрія            | Відбір до ЧС 2022                         | -    | 62'      |
| 4-9-2021   | Хайфа                  | Ізраїль            | 5 – 2      | Австрія            | Відбір до ЧС 2022                         | -    | 79'      |
| 7-9-2021   | Відень                 | Австрія            | 0 – 1      | Шотландія          | Відбір до ЧС 2022                         | -    | 88'      |
| 9-10-2021  | Торсгавн               | Фарерські острови  | 0 – 2      | Австрія            | Відбір до ЧС 2022                         | 1    | 77'      |
| 12-10-2021 | Копенгаген             | Данія              | 1 – 0      | Австрія            | Відбір до ЧС 2022                         | -    | 83'      |
| 24-3-2022  | Кардіфф                | Уельс              | 2 – 1      | Австрія            | Відбір до ЧС 2022                         | -    | 65'      |
| 29-3-2022  | Відень                 | Австрія            | 2 – 2      | Шотландія          | товариський матч                          | -    | 60'      |
| 3-6-2022   | Осієк                  | Хорватія           | 0 – 3      | Австрія            | Ліга націй УЄФА 2022—2023 - груповий етап | -    | 46'      |
| 6-6-2022   | Відень                 | Австрія            | 1 – 2      | Данія              | Ліга націй УЄФА 2022—2023 - груповий етап | -    |          |
| 10-6-2022  | Відень                 | Австрія            | 1 – 1      | Франція            | Ліга націй УЄФА 2022—2023 - груповий етап | -    |          |
| 13-6-2022  | Копенгаген             | Данія              | 2 – 0      | Австрія            | Ліга націй УЄФА 2022—2023 - груповий етап | -    | 46'      |
| 24-3-2023  | Лінц                   | Австрія            | 4 – 1      | Азербайджан        | Відбір до ЧЄ 2024                         | -    |          |
| 27-3-2023  | Лінц                   | Австрія            | 2 – 1      | Естонія            | Відбір до ЧЄ 2024                         | -    |          |
| Усього     |                        | Матчів             | 26         |                    | Голів                                     | 2    |          |

## Титули і досягнення
- Чемпіон Австрії (3):

«Ред Булл»: 2014–15, 2015–16, 2016–17
- Володар Кубка Австрії (3):

«Ред Булл»: 2014–15, 2015–16, 2016–17
- Володар Кубка Німеччини (2):

«РБ Лейпциг»: 2021–22, 2022–23
- Чемпіон Німеччини (1):

«Баварія»: 2024–25
- Володар Суперкубка Німеччини (1):

«Баварія»: 2025